# Piasek (Zbydniów)
Piasek – część wsi Zbydniów w Polsce położona w województwie podkarpackim, w powiecie stalowowolskim, w gminie Zaleszany.